# Antocha brevifurca
Antocha brevifurca är en tvåvingeart som beskrevs av Alexander 1970. Antocha brevifurca ingår i släktet Antocha och familjen småharkrankar. Inga underarter finns listade i Catalogue of Life.